# Gleniti
Gleniti est une banlieue de la cité de Timaru, située dans le secteur du district de South Canterbury (en) dans la région de Canterbury dans l’Île du Sud de la Nouvelle-Zélande.

## Situation
Elle est localisée dans l’ouest du centre de la ville de Timaru.

## Toponymie
Le nom est un hybride du terme écossais glen et du nom original Māori  pour la zone appelée Wai-iti (qui peut se traduire par "petite eau" oulittle water).

## Équipement
Gleniti est le siège du Aorangi Park (en), principal complexe sportif du South Canterbury.

## Démographie
La localité de Gleniti couvre une superficie de 7,16 km2.
Elle a une population estimée de 4 276 habitants en juin 2024 avec une densité de population de 596 personnes par km2.
Gleniti avait une population de 3 924 habitants lors du recensement néo-zélandais de 2018, en augmentation de 417 personnes (11,9 %) depuis le recensement néo-zélandais de 2013 et une augmentation de 720 personnes (22,5 %) depuis le  recensement de 2006 en Nouvelle-Zélande.
Il y avait 1 554 logements, comprenant 1 863 hommes et 2 061 femmes, donnant un sexe-ratio de 0,9 homme  pour une femme, avec 624 personnes (15,9 %) âgées de moins de 15 ans, 513 personnes (13,1 %) âgées de 15 à 29 ans, 1 590 personnes (40,5 %) âgées de 30 à 64 ans, et 1 194 personnes (30,4 %) âgées de 65 ou plus.
L’ethnicité était pour 93,7 % européens/Pākehās, 4,5% Māoris, 1,1 % personnes originaires du Pacifique (en), 3,9 % d’origine Asiatique (en) et 1,6 % d’une autre ethnicité.
Les personnes peuvent s’identifier de plus d’une ethnicité en fonction de l’origine de leurs parents.
Le pourcentage des personnes nées outre-mer était de 13,2 %, comparé avec les 27,1 % au niveau national.
Bien que certaines personnes choisissent de ne par répondre à la question du recensement concernant leur affiliation religieuse, 39,4 % n’ont aucune religion, 51,7 % sont chrétiens (en), 0,1 % ont une croyance religieuse Māori (en), 0,4 % sont Hindouistes (en), 0,2 % sont musulmans, 0,3 % sont Bouddhistes (en) et 1,3 % avaient une autre religion.
Parmi ceux d’au moins 15 ans d’âge, 507 personnes (15,4 %) personnes avaient une licence ou un degré universitaire, et 756 personnes (22,9 %) n’ont aucune qualification formelle. 681 personnes (20,6 %) gagnent plus de 70,000 $ comparé aux 17,2 % au niveau national.
Le statut d’emploi de ceux d’au moins 15 ans d’âge était pour 1 422 personnes (43,1 %) un emploi à plein temps, 504 personnes (15,3 %) sont à temps partiel et 48 personnes (1,5 %) sont sans emploi.
| Nom              | surface (km2) | Population | Densité (par km2) | logements | âge médian | revenus médians |
| ---------------- | ------------- | ---------- | ----------------- | --------- | ---------- | --------------- |
| Gleniti North    | 5,46          | 1491       | 273               | 603       | 50,4 ans   | 39,600 $.       |
| Gleniti South    | 1,74          | 2433       | 1,398             | 951       | 50,8 ans   | 29,900 $.       |
| Nouvelle-Zélande |               |            |                   |           | 37,4 ans   | 31,800 $        |

## Éducation
L’école de Gleniti est une école primaire, publique, mixte, accueillant les enfants de l’année 1 à 8).
Elle a un effectif de 407 élèves en février 2024.
Elle a fonctionné pour la première fois en 1879.